# Galard (Adelsgeschlecht)

Stammwappen der Familie de Galard

Galard ist der Name eines alten, noch blühenden Geschlechts des südfranzösischen Adels aus der Gascogne.

## Geschichte
Das weit verzweigte, heute noch bestehende Adelsgeschlecht Galard gehörte zu den familles subsistantes de la noblesse française, also zu den bereits in Zeiten des Ancien Régime im Adelsstand befindlichen Familien. Es leitet seinen Namen von der Herrschaft Galard oder Goalard, der ersten Baronie der Grafschaft Condomois, ab und stammt von den Grafen des Condomois ab, die ihrerseits von den Herzögen der Gascogne abstammen.
Das erste bekannte Mitglied dieser Familie, das den Namen Galard annahm, ist Garcie Arnaud, Baron de Galard, geboren um 995, der am 12. Januar 1062 mit Hugues und Hunald de Gabarr als Unterzeichner einer Urkunde in Erscheinung tritt.

## Allianzen
Bekannte Allianzen der Familie de Galard bestanden unter anderem zu den teils hugenottischen Adelsfamilien Abzac, Béarn, Blancher de Feyrac, Broglie, Durfort de Duras, Caumont de La Force, Gourdon-Genouillac, Lostanges de Sainte-Alvère, Ravignan, Talleyrand-Périgord und Touchebœuf.

## Zweige
Die derzeitigen Zweige der Familie Galard:
Älterer Zweig:
- de Galard Terraube
- de Galard L'Isle
- de Galard Magnas

Jüngerer Zweig:
- de Galard de Béarn
- de Galard de Brassac
- de Galard de Brassac de Béarn

## Namensträger (Auszüge)

### Zweig de Galard Terraube, de Galard de L’Isle
- Guillaume II. de Galard, chevalier, baron du Goalard, seigneur de Terraube, seigneur de l'Isle Bozon, seigneur de Sempeserre, seigneur de Saint-Léonard, seigneur d'Aubiac, erster Baron des Condomois, qualifizierte sich als sire de Galard in einer Urkunde 1236. Er erscheint bereits am 22. Mai 1200 auf dem Friedensvertrag zwischen dem englischen König und Philipp II. August und war am Kreuzzug 1218 beteiligt.

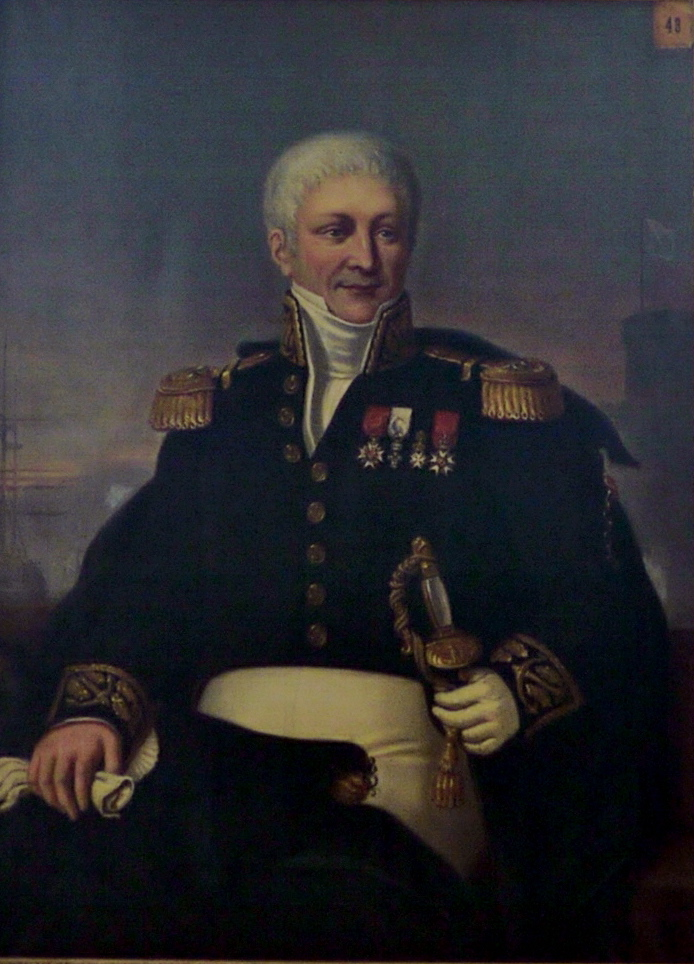
Louis Antoine Marie Victor de Galard

- Louis Antoine Marie Victor de Galard Marc-Antoine de Galard (10x-Ur-Enkel des Guillaume II. de Galard), Seigneur de Férieres, Hauptmann im Regiment du Languedoc; ⚭ 23. April 1647 Anne de Rouzet, Erbin von Arignac
  - Jean-Louis de Galard, erster Marquis de Terreaube, Baron d'Arignac; ⚭ 29. Mai 1670 Jeane de Mesuyer, Marquise de Montaigut
    - Gilles II. de Galard, Marquis de Terreaube, Baron; ⚭ 29. Dezember 1727 Marguerite-Victoire de Moret-de-Peyre-de-Monternal[4]
      - François-Saturnin de Galard, Marquis de Terraube, Baron d'Arignac, Seigneur de Ferrière, Meynac und Bonpas; ⚭ 24. Februar 1756 Marie-Anne de Lostanges
        - Armand-Louis de Galard, Marquis de Terraube (* 15. Juni 1757; † 1833)
        - Jean-Victor-Jacques-Rose de Galard-Terraube (* 13. März 1759; † 1825), chevalier de Malte
        - Louis-Antoine-Marie-Victor, Marquis de Galard-Terraube (* 1765; † 1840), studierte bei seinem Onkel Marie-Joseph de Galard de Terraube, dem Bischof von Puy; Capitaine de vaisseau der Marine 1792, dann zeitweilig über Koblenz nach Deutschland emigriert, 1823 vom König zum Gouverneur des Collège Royal d’Angoulême de la Marine und zum Konteradmiral ehrenhalber ernannt[5]; ⚭ 1797 (Braunschweig) Marie Charlotte Gabrielle des Brosses du Goulet[6]Philippe-Gustave de Galard, Selbstporträt

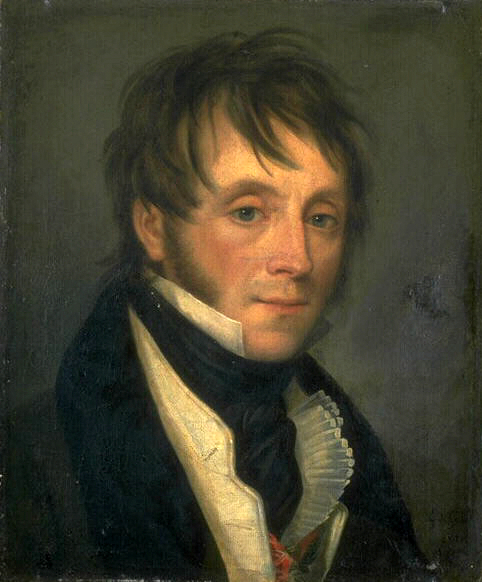
Philippe-Gustave de Galard, Selbstporträt

          - Jacques-Hector, Marquis de Galard-Terreaube (* 1809 Versailles; † 1870 Paris)

- Joseph Marquis de Galard L’Isle, Baron de Magnas, Oberstleutnant im Régiment de cavalerie de Picardie, wurde von einem Revolutionsgericht in Auch verurteilt und am 15. April 1793 guillotiniert. Seine Güter wurden beschlagnahmt und verkauft, die Familie floh. Er hatte drei Söhne.
  - Marquis Louis-Raymond-Charles de Galard-Magnas, ab 1802 Herr auf Château de Magnas
  - Graf Philippe-Gustave de Galard (* 18. Mai 1779 in L’Isle-Bouzon; † 7. Mai 1841 in Bordeaux), Maler, Illustrator, Lithograph und Karikaturist[7]

- Hector de Galard (* 1921, † 1990), französischer Journalist, L’Obs
- Geneviève de Galard Terraube (1925–2024), Offizierin des französischen Sanitätsdienstes im Indochina-Krieg, wegen ihres besonderen Einsatzes auch Engel von Dien Bien Phu genannt.

### Zweig de Galard de Brassac de Béarn
- Bertrand de Galard, Sohn der Éléonore d'Armagnac, huldigt in den Jahren 1266 und 1291 König Heinrich III. von England für die Burg Brassac
- Anne de Galard; ⚭ 1446 Barthélémy de Montesquiou, Graf von Marsan, Vorfahr des François Xavier de Montesquiou-Fézensac
- Hector de Galard de Brassac (* um 1415; † 1474 oder 1475), Zeitgenosse von Jeanne d’Arc, der in der Schlacht von Orléans an ihrer Seite kämpfte. Später Chambellan des Louis XI, im September 1474 Hauptmann der compagnie des cent vingt gentilshommes de l'hôtel du Roi, Maréchal des camps et logis du roi
- François de Galard de Brassac; ⚭ 12. November 1508 Jeanne de Béarn, Nachkommen tragen seitdem den Namen Galard de Béarn de Brassac

- Jean de Galard de Béarn, seigneur de Brassac (lebt 1586); ⚭ 1553 Jacquette de la Roche-Andry
  - René de Galard de Béarn († 29. August 1609), duc d'Alencon, seigneur de Brassac; ⚭ 1578 Marie de La Rochebeaucourt

Galard de Brassac de Béarn

    - Galard de Brassac de Béarn Jean de Galard de Brassac de Béarn (1579–1645), comte de Brassac, baron de Saint-Maurice, comte de La Rochebeaucourt, seigneur de Sémoussac, de Sémillac et de Clion, Botschafter Frankreichs bei Papst Urban VIII. am Heiligen Stuhl in Rom 1627–1632, Chevalier des Orden vom Heiligen Geist (14. Mai 1633), Gouverneur von Saint Jean d'Angély 1601, Gouverneur der Herzogtümer Châtelleraut, Saintonge, Angoumois und Lothringen, Staatsminister, Kommandant der königlichen Truppen in der Guyenne
    - Louis Galard, comte de Béarn et Brassac (* 1581; † 10. November 1647) Baron de La Rochebeaucourt; ⚭ 1609 Marie de Ranconet de Noyon, dame de Rougnac
      - Polyxène de Galard, comtesse de Bearn-Brassac, marquise de Cugnac; ⚭ 24. Juni 1645 Jean de Blancher, Seigneur von Soulas und Feyrac[8]
      - Rene de Galard de Béarn, 1682 Sieur de Faragorce; ⚭ 1663 Marie de Clermont-Touchebœuf-Montfort. Gründer des Nebenzweiges de Faragorce et du Repaire
        - Philippe de Galard, seigneur de Repaire, Colonel; ⚭ 1694 Susanne de Sainte-Hermine
          - Alexandre de Galard, seigneur de Repaire; ⚭ 1740 Marie Elisabeth Chesnel († 1771) ohne Nachkommen

      - Charles de Galard de Béarn; ⚭ Jeanne de l'Espinay, Gründer des Nebenzweiges de la Mirande
      - Lydie de Galard; ⚭ 1648 ihren Cousin Jean de Galard de Béarn, Seigneur de Nadaillac
      - Marthe de Galard de Béarn; ⚭ 1653 Isaac de Morel
      - Jean-Isaac de Galard de Béarn, Colonel des Regiments Navarre mit 18 Jahren, nach Demission seines Onkels Jean[9]
      - Alexandre de Galard de Béarn (1610–1690), comte de Brassac, baron de La Rochebeaucourt, seigneur du Repaire, de Rougnac, de Mas-Millaguet, de Semoussac, de Lavaur, baron de Salles et de Genté, Colonel im Infanterieregiment de Navarre. Während der Fronde auf Seiten der Royalisten. Starb im Château de Brassac, beigesetzt in der Kirche von La Rochebeaucourt; ⚭ 24. Juli 1646 Charlotte de La Rochefoucauld
        - François-Louis-Alexandre de Galard de Béarn, comte de Brassac, baron de La Rochebeaucourt, seigneur de Salles, Genté, Saint-Maurice, la Rivière, Saint-Antoine du Bois, Saint-Lobœr, La Rochebeaucourt; um 1692 Colonel des Regiment Angoumois († 1733); ⚭ 1691 Marthe-Madeleine de Foullé, marquise de Prunevault-Montargis[10]
          - René de Galard de Béarn (* 1699 in La Roque; † Oktober 1771 in Paris), genannt chévalier, dann marquis de Brassac, Maréchal de camp 1748, Lieutenant-général des armées du roi 1759; sein Porträt im Kürass von Hubert Drouais wurde am 18. Dezember 2016 in Sens versteigert.[11] Er war zudem als Komponist tätig; ⚭ 29. Mai 1749 Marie-Anne-Catherine Morin, ohne Nachkommen
          - Guillaume-Alexandre de Galard de Béarn (1693–1768), comte de Brassac, baron de La Rochebeaucourt, Oberst des Regiments de Bretagne; ⚭ 26. Juli 1714 Luce-Françoise-Victoire de Côtentin de Tourville († 1756), dame du palais der Herzogin von Berry, Tochter des Anne Hilarion de Costentin und der Louise-Françoise d'Hymbrecourt
            - Anne-Hilarion de Galard de Brassac, genannt comte de Béarn (1715–1788); ⚭ Olympe de Caumont La Force
              - Alexandre-Guillaume de Galard de Béarn, marquis de Cugnac (* 26. Januar 1741; † 18. August 1809 in Veuilly-la-Poterie), 1783 Maréchal de camp; ⚭ (I) 1768 Anne-Marie-Gabrielle de Potier de Novion († 1792)
                - Alexandre Léon Luce de Galard de Brassac de Béarn (* 11. Juni 1771 in Paris; † 12. November 1844 ebd.)[12], Marquis de Brassac, comte de Béarn, baron de La Rochebeaucourt, wurde 1811 zum Comte de l'Empire, war Chambellan des Kaisers Napoléon I., der ihn auf mehrere vertrauliche Missionen in Italien und Wien entsandte; zudem Kammerherr[13] der Kaiserin Joséphine 1809, später Maire von Boves 1818, Chevalier der Ehrenlegion; ⚭ 1796 Pauline du Bouchet de Sourches, dite de Tourzel, Vertraute der Herzogin von Angoulême, die mit der königlichen Familie gefangen war, aber dem Septembermassaker knapp entkam; Pauline war Tochter der Louise-Élisabeth de de Croÿ de Tourzel (duchesse de Tourzel), Gouvernante der königlichen Kinder[14]

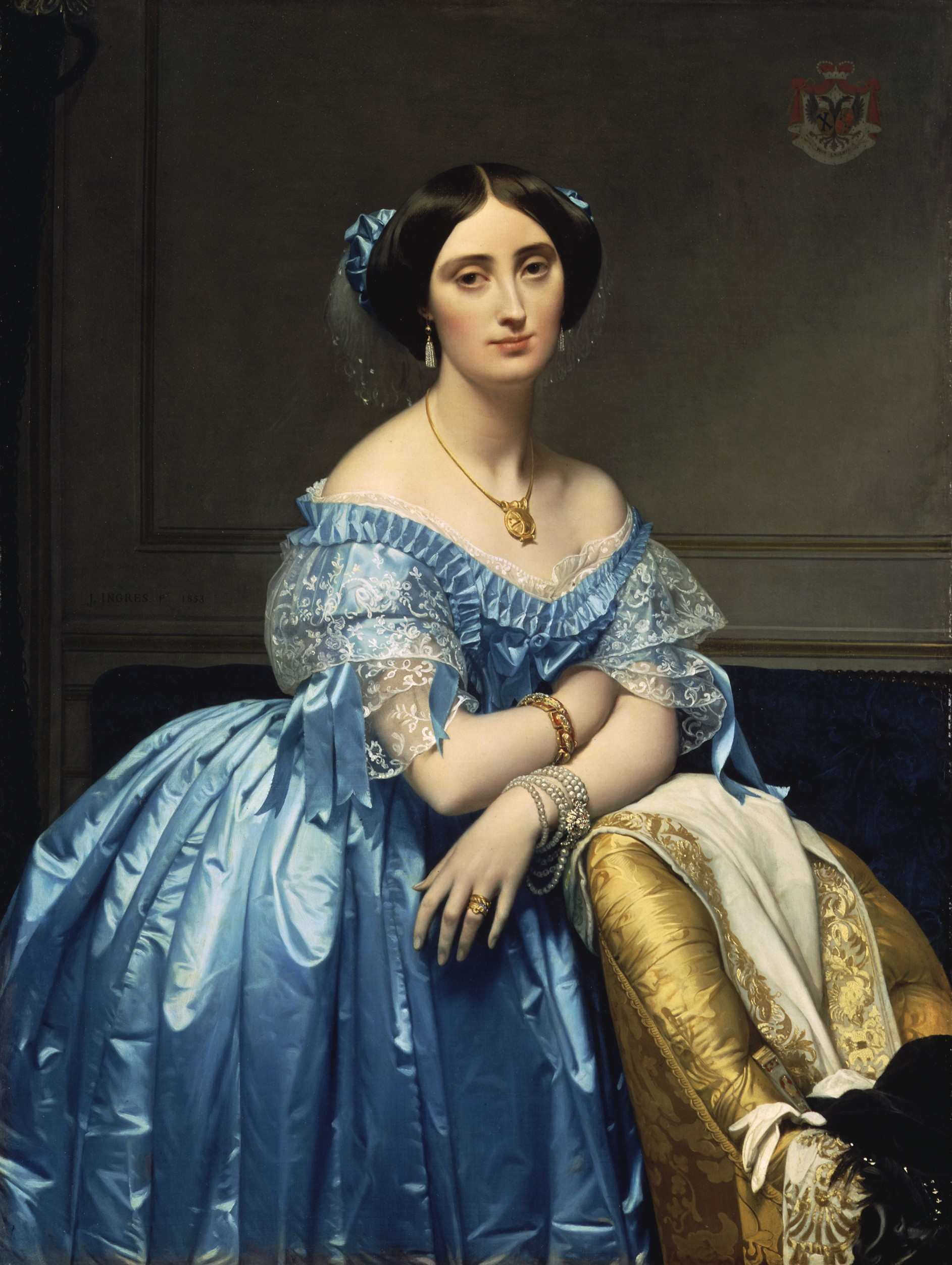
Pauline de Galard (1825–1860)

                  - Pauline de Galard (1825–1860) Louis-Hector de Galard de Brassac de Béarn (1802–1871), Militär, Botschafter im Second Empire; ⚭ (1) 1824 Coralie Le Marois († 1828), Tochter des Divisionsgenerals und Politikers Jean Léonor François, comte Le Marois (1776–1836); ⚭ (2) Alix de Choiseuil-Praslin († 1891)
                    - Joséphine-Éléonore-Marie-Pauline de Galard de Brassac de Béarn, Princesse de Broglie (1825–1860); ⚭ Herzog Albert de Broglie (1821–1901)
                      - Louis-Alphonse-Victor, 5. Herzog de Broglie (1846–1906), Vater des Physikers Maurice de Broglie

                    - Louis-Gaston, comte de Béarn (1840–1893), ab 1904 Prince de Béarn; ⚭ 1873 Cécile-Marie de Talleyrand-Périgord, mehrere Söhne
                      - Henri, comte de Béarn (* 1874), Grande von Spanien und Prince de Chalais

                - Alexandre-Louis-René-Toussaint, chevalier de Galard de Béarn (1776–1857); ⚭ Catherine-Victoire Chapelle de Jumilhac, 4 Töchter
                  - Léontine-Alexandrine-Claire de Galard de Brassac de Béarn (1809–1840); ⚭ Paris 1831 den Abenteurer Antoine de Morès

                - Louis de Galard, Ritter des Malteserordens
                - André-Hector de Galard († 1806 Clermont-Ferrand); ⚭ 1804 Antoinette-Louise de Durfort, Tochter des Étienne Narcisse de Durfort
                  - Étienne Alexandre Hector de Galard (1805–1881); ⚭ Paris 1832 Camille-Louise Denise le Sage d'Hauteroche
                    - Stephen Hector de Galard de Brassac de Béarn (* 1833 in Montpellier; † 6. April 1886, im Alter von 52 Jahren), Offizier der Chasseurs d’Afrique, Sous-préfet; ⚭ Paris 1861 Marie de Beaune (1843–1912)[15]
                      - René Marie Hector, comte de Galard de Brassac de Béarn (* 8. September 1862; † nach 1920), Leutnant der Cavalerie territoriale bis 1890; ⚭ La Rochebeaucourt 10. Februar 1890 mit der späteren Kunstsammlerin Octavie-Martine-Marie-Pol de Béhague (1870–1939), geschieden 1920 ohne Nachkommen

                    - Jeanne de de Galard de Brassac de Béarn (1847–1931); ⚭ 1874 Fernand Olivier Victor d'Esterno (1841–1923)
                    - Marie Louise de Galard de Brassac de Béarn (* um 1854; † Februar 1877); ⚭ François de Laugier-Villars (* 1848), Schwiegereltern der Grace Steinbrügge (1887–1965), Tochter des Kaufmanns Edward Johann Julius Steinbrügge (* 1844 in Hamburg; † vor 28. Juni 1900 in Manhattan)

    - Charles de Galard de Béarn (1583–1624), Gründer Nebenzweig Lavaur et Argentine, seigneur de Lavaur et d'Argentine, starb im Château de La Rochebeaucourt; ⚭ 1616 Marie de Saux
      - René de Galard de Béarn (1618–1696) comte de Lavaur, seigneur d'Argentine et de Nadaillac; ⚭ 1644 Marie de Fontlebon; ⚭ 1645 Jeanne de La Geard
        - François de Galard de Béarn; ⚭ 1693 Marie-Charlotte de Béarn de Brassac
          - Phillipe-Paul, comte de Galard de Béarn; ⚭ 1733 Anne d'Astelet[16]

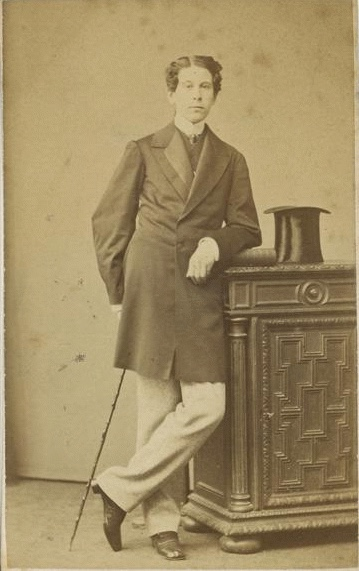
Comte Roger de Galard-Béarn

            - Comte Roger de Galard-Béarn Thibaut, comte de Galard de Béarn, seigneur de La Vaure d'Argentine et de Bellevue; ⚭ 1773 Marie du Tillet
              - Laurent-Alexandre de Galard de Béarn; ⚭ 1814 Catherine-Virginie de Malet de Sorges
                - Jean-Baptiste-Hector, Comte de Galard de Béarn (* 1815; † 1881 ?)[17]; ⚭ 25. Januar 1843 Hortense-Eugenié Michau de Montaran
                  - Hector-Marie-Roger de Galard de Béarn (* 25. November 1843), Attaché einer französischen Botschaft, um 1877 Autor von Libretti, lebt 1914[18]

              - Jean-Baptiste de Galard de Béarn (* 1778), zwei Ehen, zahlreiche Nachkommen

        - Jean de Galard de Béarn († vor 1738), seigneur d'Argentine et de Nadaillac, gen. Monsieur de Montignac; ⚭ Montignac 1703 Félicité-Heureuse de Beaupoil; das Paar bewohnte Schloss Montignac
          - François-Alexandre de Galard de Béarn (1707–1768), baron de Lamothe-Landerron, seigneur d'Argentine, seigneur de Cuzan, seigneur du Soudet, ab 1761 Comte de Béarn; ⚭ 1738 Angélique-Gabrielle de Sufferte-Joumard des Achards (1716–1782), Patin der königlichen Mätresse Madame du Barry
            - Pierre-Louis de Galard de Béarn (* 1751; nach 1792), Kavallerieoffizier, später Colonel eines Infanterie-Regiments; bewohnte das Chateau de Lamothe in Lamothe-Landerron[19]

          - François de Galard de Béarn (* 15. November 1708 in Montignac)

## Titel und Besitztümer

### Zweig de Galard Terraube, de Galard de L'Isle
Titel
- Marquis de Terraube (durch Patente des Louis XIV. vom 13. März 1683)
- Baron d'Arignac
- Baron de Clarens
- Baron de Crampagnac
- Baron du Goualard
- Baron de Limeuil
- Baron de Terraube

Seigneurien
- Seigneur d'Aubiac
- Seigneur de Crampagnac
- Seigneur de Lamothe-Cassel
- Seigneur de L'Isle-Bozon
- Seigneur de Malplas
- Seigneur de Mechmont
- Seigneur de Saint-Léonard
- Seigneur de Sempeserre
- Seigneur de Terraube
- Seigneur d'Ussel

### Zweig de Galard de Brassac de Béarn
Titel
- Prince de Chalais
- Prince de Viane
- Marquis de Boisse
- Marquis de Brassac
- Marquis de Cugnac
- Comte de Béarn und Comte de l'Empire (1811 und 1825)
- Comte de Brassac (1609)
- Baron de La Rochebeaucourt
- Baron de Lamothe-Landerron

Seigneurien
- Seigneur d'Argentine
- Seigneur de Cuzan
- Seigneur du Soudet

## Châteaux im Besitz der Familie de Galard

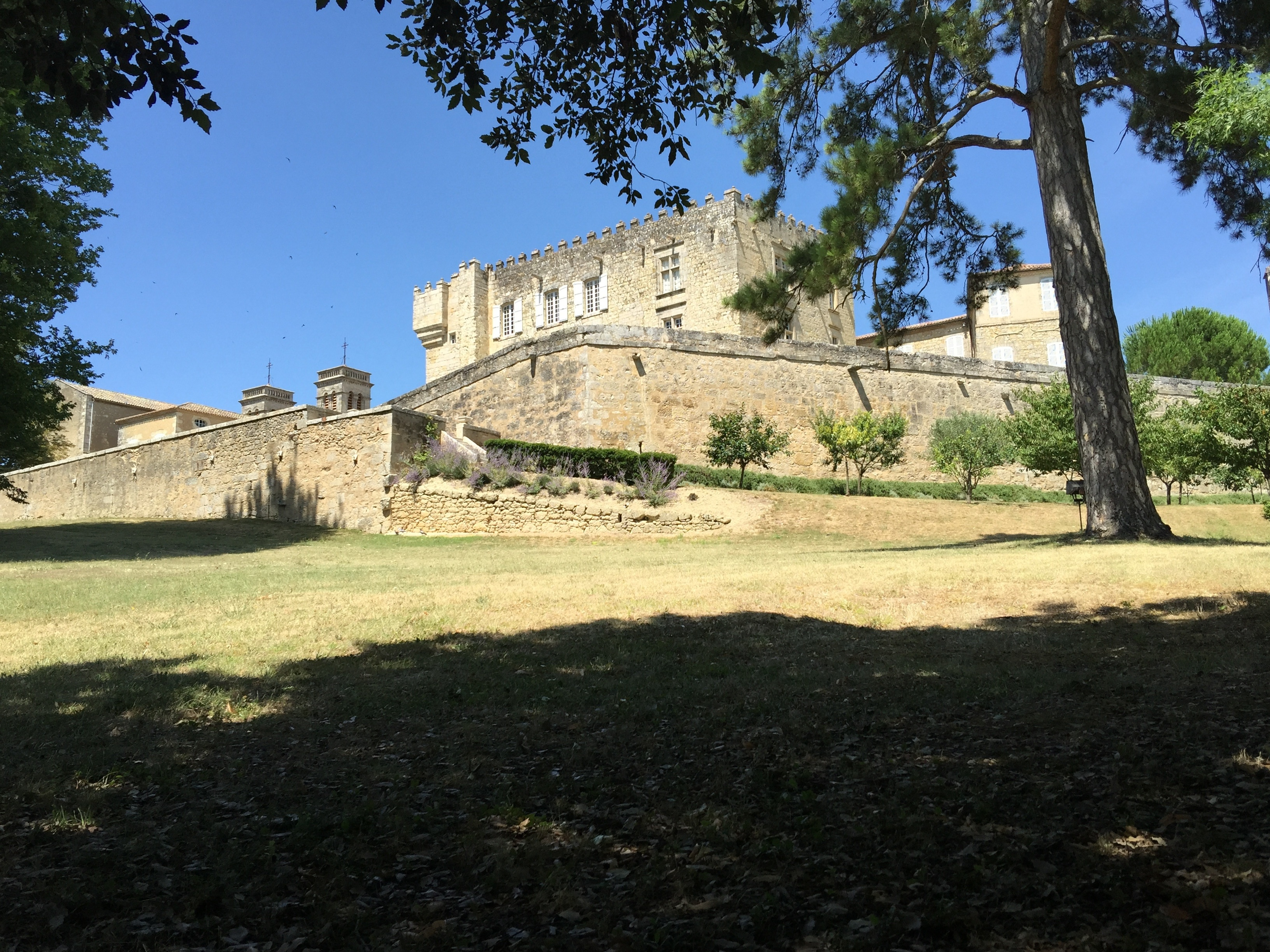
Château de Terraube
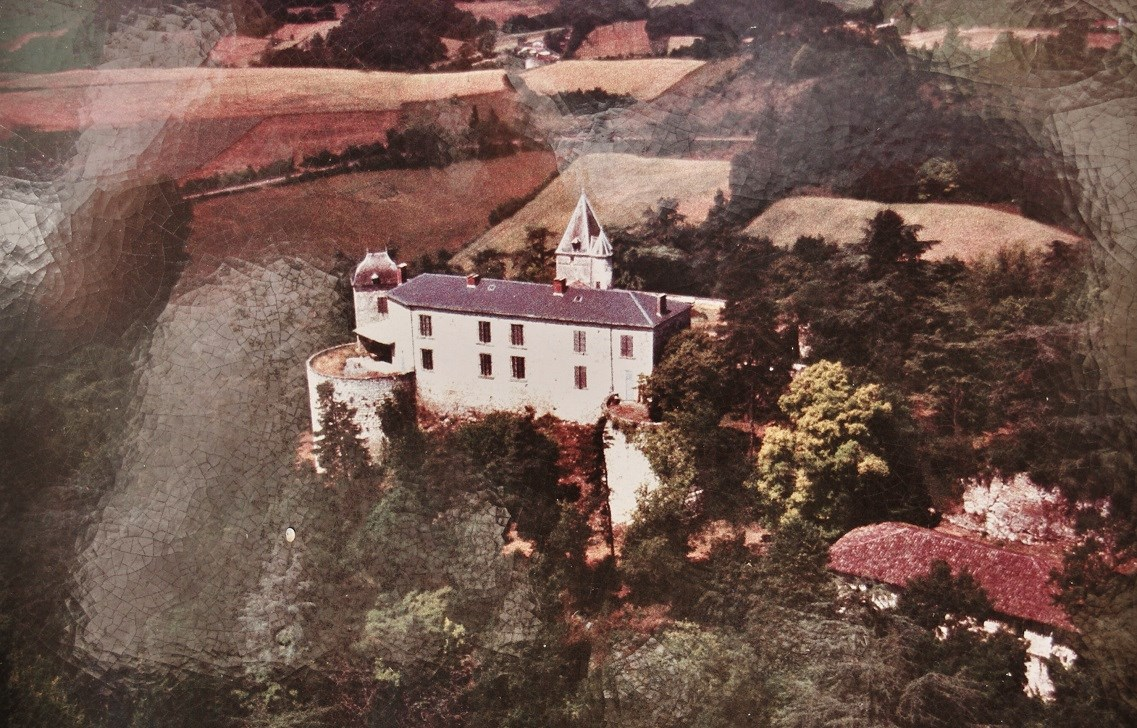
Château de Brassac
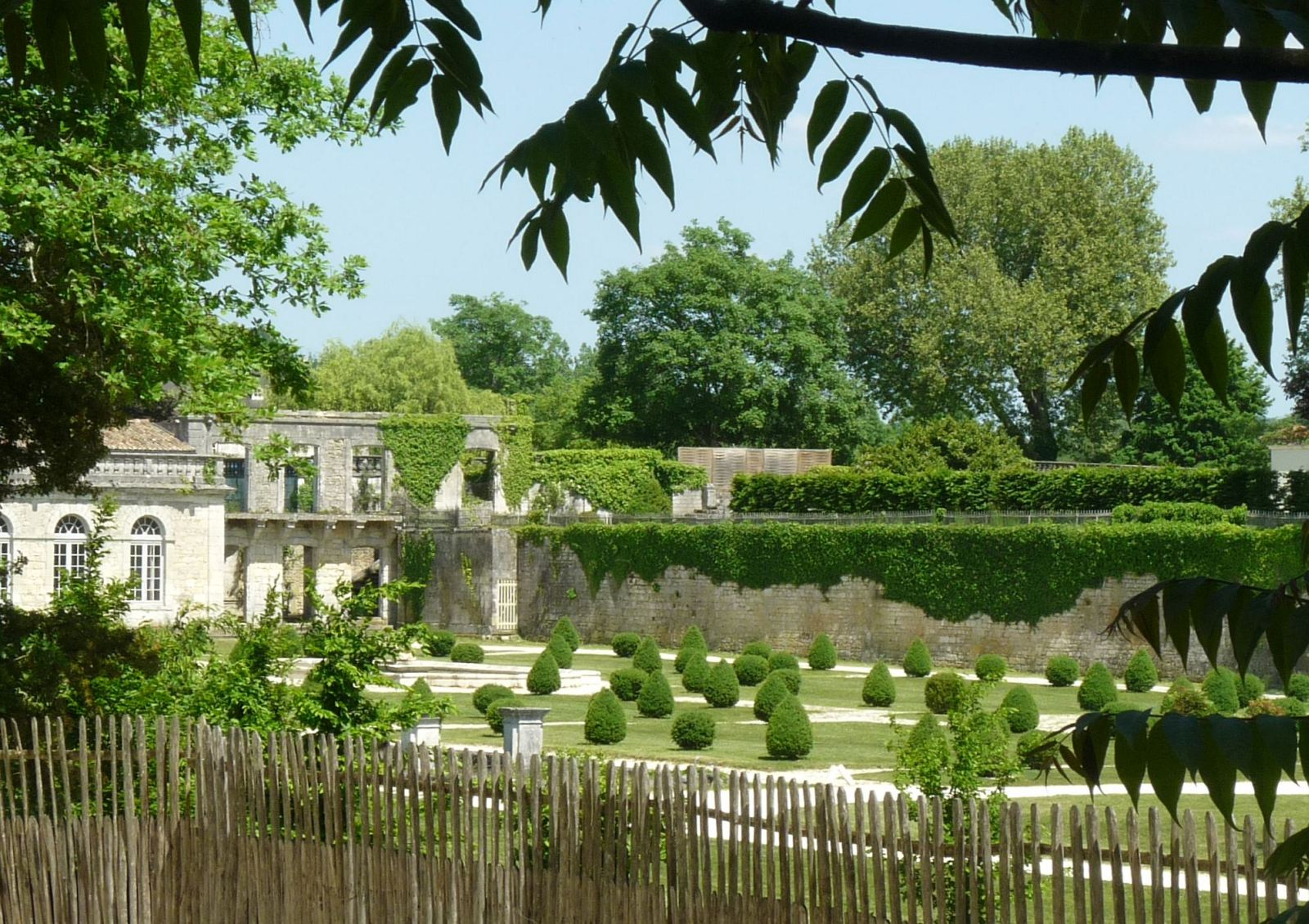
Château La Rochebeaucourt
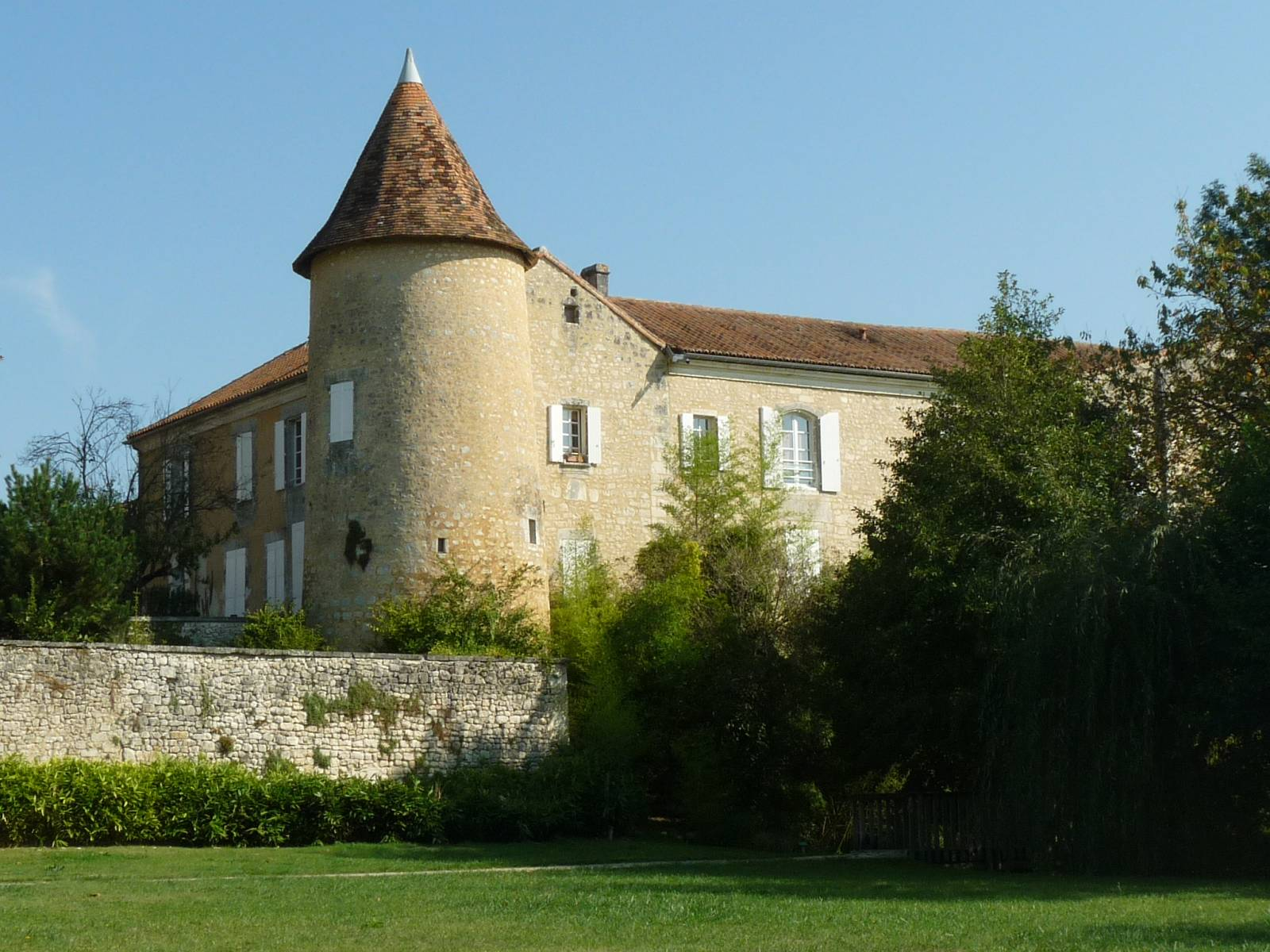
Château de Blanzaguet
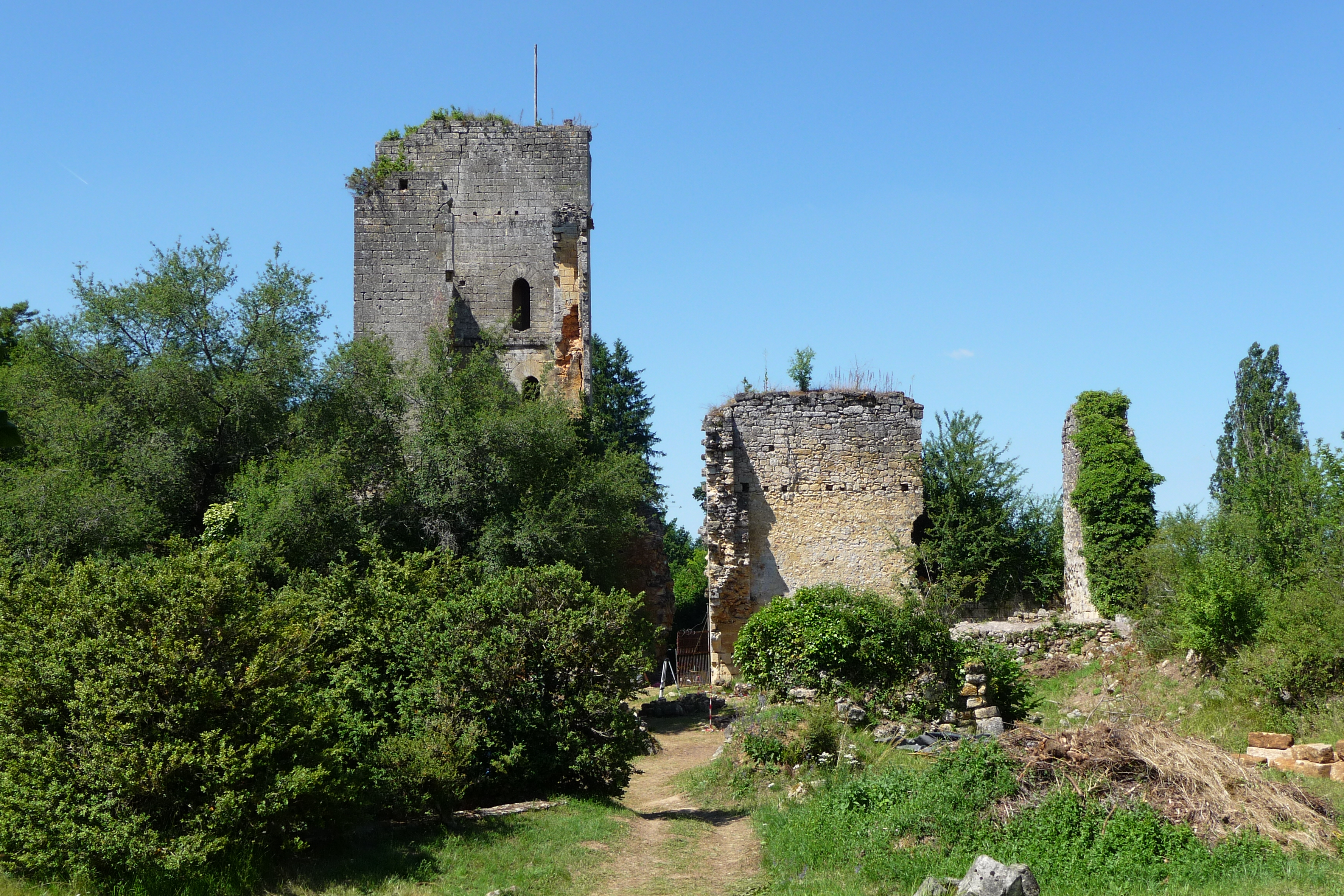
Château de Miremont
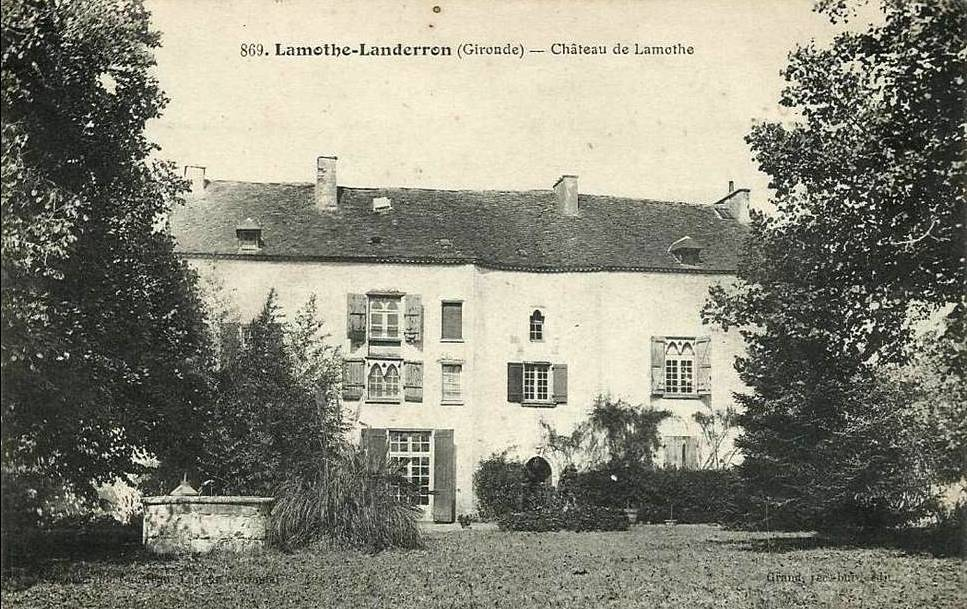
Château de Lamothe
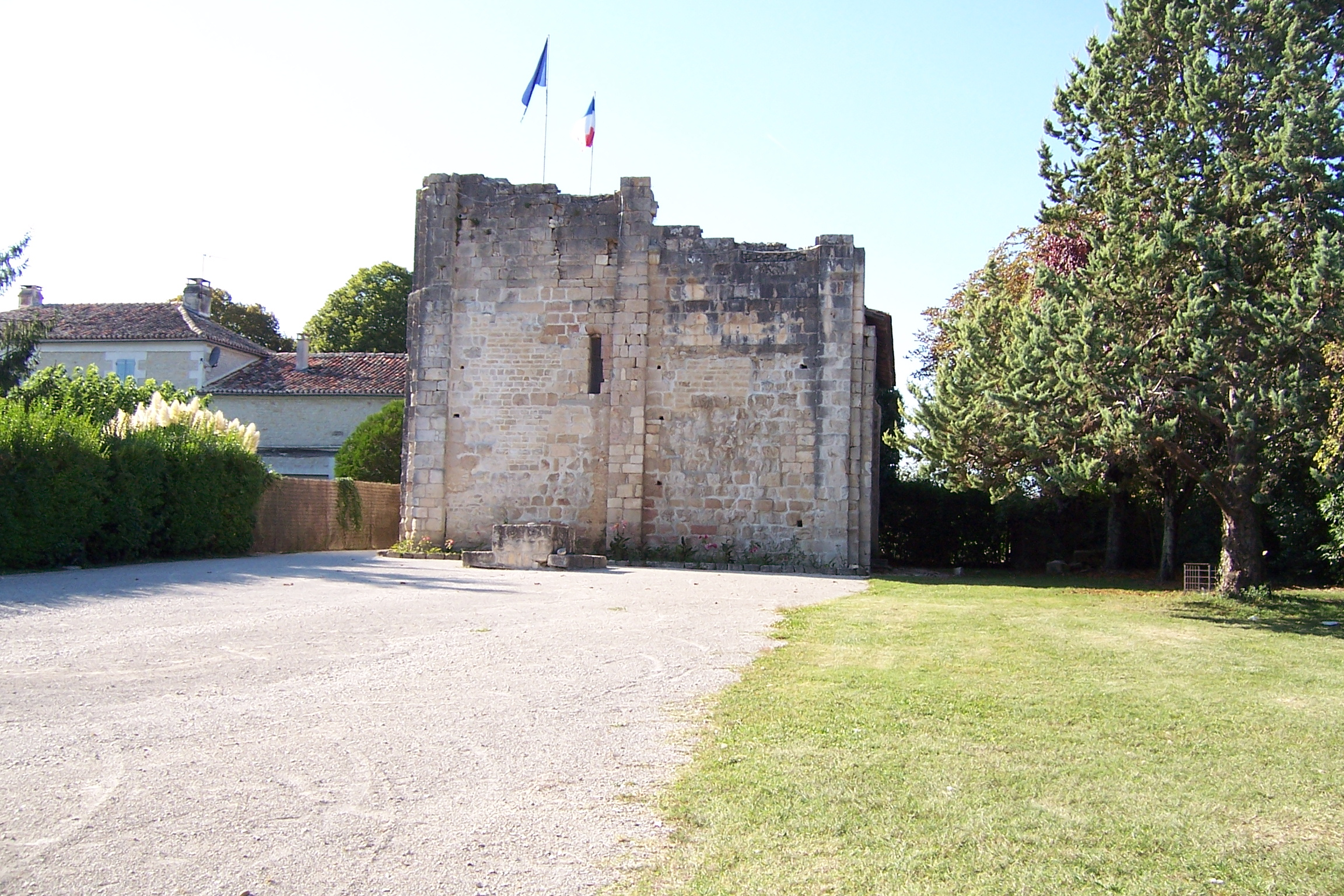
Château de Montignac
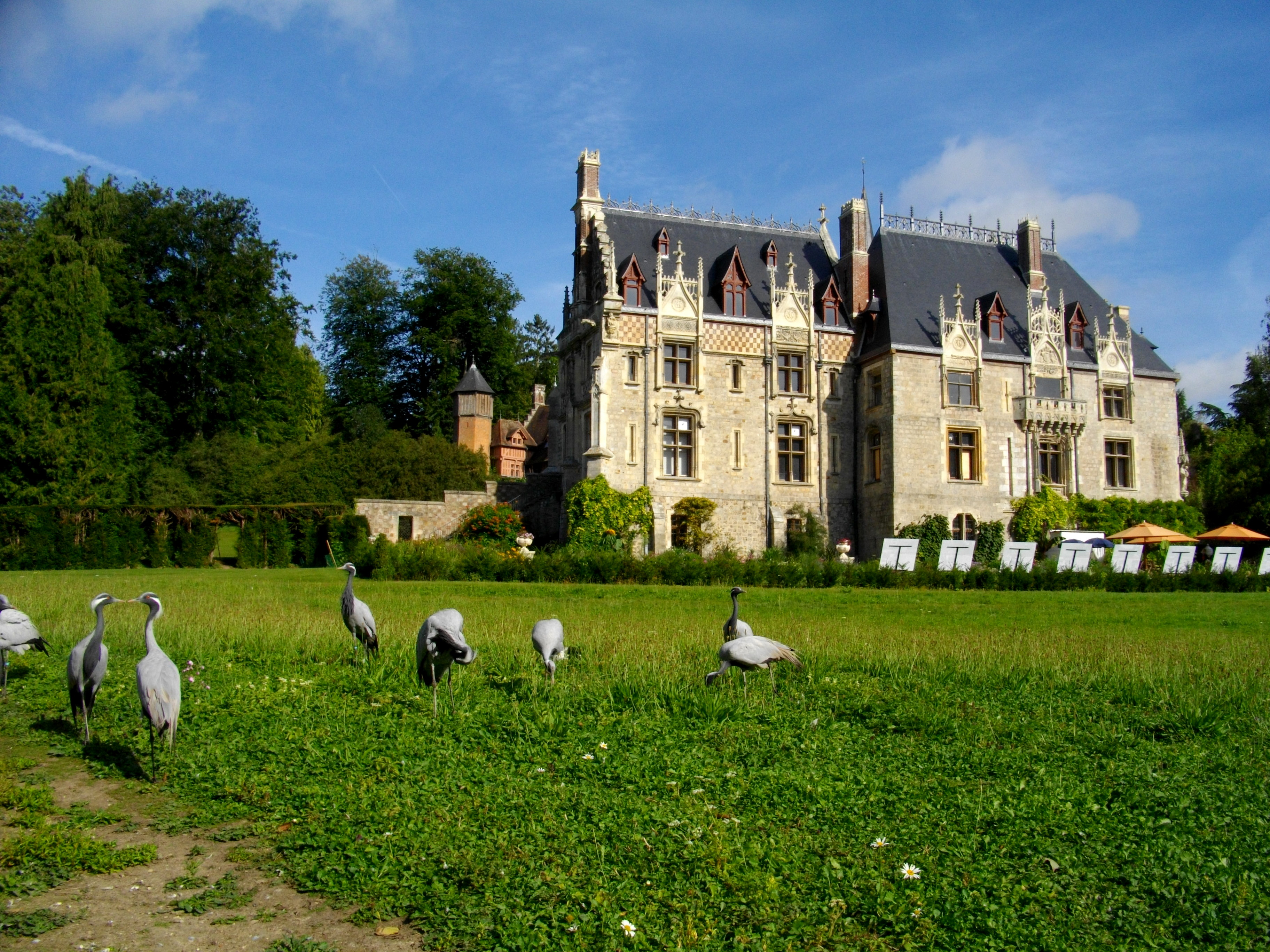
Château de Clères

## Wappen
| Bild | Träger des Wappens und Beschreibung bzw. Blasonierung (französisch) |
| ---- | --- |
|      | Ursprüngliches Wappen De gueules à la cotice d'argent (Rot mit einem silbernen Sparren) |
|      | Wappen im 14. Jahrhundert D'or à trois corneilles de sable, becquées et membrées de gueules. Galard de Terraubeidentisches Wappen |
|      | Wappen der Galard de Béarn Écartelé : aux 1 et 4, d'or, à trois corneilles de sable, becquées et membrées de gueules (Galard) ; aux 2 et 3, d'or, à deux vaches de gueules, l'une sur l'autre, accornées, colletées et clarinées d'azur (Béarn). - Schildhalter: zwei natürliche Greife. - Devise: Gratia Dei sum quod sum |
|      | Jean de Galard de Brassac de Béarn (1579–1645), comte de Brassac, Botschafter Frankreichs am Heiligen Stuhl in Rom (1627–1632), Chevalier des Orden vom Heiligen Geist (1633) Écartelé : au I, d'or, à trois corneilles de sable, membrées et becquées de gueules (Galard) ; au II, d'azur à l'aigle bicéphale d'or (La Rochebeaucourt) ; au 3 lozangé d'argent et de gueules, l'argent chargé de deux fasces d'azur (La Roche-Andry) ; au IV, d'or, à deux vaches de gueules, l'une sur l'autre, accornées, colletées et clarinées d'azur (Béarn).                                             |
|      | Alexandre Léon Luce de Galard de Brassac de Béarn († 1844), Baron de Rochebeaucourt, Chambellan des Kaisers Napoléon I. ab 1811, zudem Kammerherr der Kaiserin Joséphine 1809, Maire von Boves 1818 Écartelé : aux première quatrième d'or chargés de trois corneilles, deux et une de sable, becquées et membrées de gueules (de Galard) ; aux deuxième et troisième d'or, chargé de deux vaches passant l'une sur l'antre, de gueules, accornées, accolées et clarinées d'azur (de Béarn) ; franc-quartier de comte officier de la maison de S. M. l'Empereur, brochant au neuvième de l'écu. |
|      | Pauline de Galard de Brassac de Béarn, Princesse de Broglie (1825–1860) Allianzwappen um 1853 mit dem Ankerschrägkreuz des Wappens der Herzöge de Broglie. |

## Abgeleitete Ortswappen

La Rochebeaucourt-et-Argentine
Brassac

## Hinweise und Quellen
1. ↑  E. de Séreville - F. de Saint-Simon: Dictionnaire de la Noblesse française
2. ↑   J. Noulens: Documents historiques sur la Maison de Galard (Paris 1871)
3. ↑  Nicolas Viton de Saint-Allais: Nobiliaire universel de France ou recueil général des généalogies ... Band 14, Seite 184
4. ↑  François Alexandre Aubert de la Chenaye Desbois: Dictionnaire de la noblesse ... de France, Band 7 (Paris 1774) Seite 20 (online)
5. ↑  Histoire généalogique et chronologique de la Maison royale de France, Editions du Palais Royal, Tome neuvieme, Deuxieme Partie: Paris 1879. S. 723 Digitalisat
6. ↑  Dictionnaire des Familles Françaises, Seite 57 (PDF)
7. ↑  Gustave Labat: Gustave de Galard, sa vie et son œuvre (1779–1841). 1896, S. 4, abgerufen am 10. Mai 2023 (französisch).
8. ↑  Adelsnachweis in einer Aufschwörung 1666; vgl. Olivier Royon: La petite noblesse de la sénéchaussée de Sarlat de la Fronde à la Révolution française (1648–1789). Dissertation, Paris 2011 online als PDF S. 85
9. ↑  Jean-Isaac war der Überlieferung nach der erste Franzose, der, 22 Jahre alt, in der Historie der Duelle je an einem Pistolenschuss verstarb. Dies muss kurz nach der Erstürmung einer Festung im Elsaß geschehen sein
10. ↑  Père Anselm: Histoire généalogique et chronologique de la Maison royale de France, Bd. 9, Teil 10 (Paris 1879) S. 726 ()
11. ↑  Reproduktion in"La Gazette Drouot" n° 743, vom 9. Dezember 2016, Seite 222).
12. ↑  Alexandre Léon de Galard de Brassac de Béarn auf roglo.eu
13. ↑  Frédéric Masson: Joséphine imperatrice et reine, Hrsg. P. Ollendorff 1899 (online
14. ↑  Louis Pierre d'Hozier: Armorial général de la France Bd. 7 (Didot 1868) Seite 127 (online)
15. ↑  Base collaborative Pierfit: Eintrag auf gw.geneanet (Abgerufen am 1. Dezember 2021)
16. ↑  Abbé Joseph Nadaud: Nobiliaire du diocèse et généralité de Limoges: Tome 2 (1863) Seite 263 (online)
17. ↑  The Titled Nobility of Europe: An International Peerage, Or "Who's Who" (London 1914) S. 682 (online)
18. ↑  Eintrag Worldcat (Memento des Originals vom 2. Dezember 2021 im Internet Archive)  Info: Der Archivlink wurde automatisch eingesetzt und noch nicht geprüft. Bitte prüfe Original- und Archivlink gemäß Anleitung und entferne dann diesen Hinweis.
19. ↑  Didier Bouquet: Généalogie de la famille Chaussade en Périgord: Mussidan, Saint Médard ... (BoD 2014) Seite 38/136 (Vorschau bei books.google.de)
20. ↑  Nicolas Roret: Nouveau manuel complet du blason ou code héraldique, archéologique et historique : avec un armorial de l'Empire, une généalogie de la dynastie impériale des Bonaparte jusqu'à nos jours, etc... (Encyclopédie Roret, 1854) Eintrag De Béarn, comte de l'Empire, Seite 208 (online) und Figur 298 auf Blason Planche 6 (online)